# Козятинський провулок
Козя́тинський прову́лок — провулок у Печерському районі міста Києва, місцевість Звіринець. Пролягає від Козятинської вулиці до тупика.

## Історія
Козятинський провулок виник у 50-і роки XX століття під назвою 671-й Новий провулок. Сучасна назва — з 1955 року.